# Juan Antonio Trelles
Juan Antonio Trelles fue un político peruano. 
Fue miembro del Congreso Constituyente de 1860 por la provincia de Aymaraes entre julio y noviembre de 1860 durante el tercer gobierno de Ramón Castilla. Este congreso elaboró la Constitución de 1860, la séptima que rigió en el país y la que más tiempo ha estado vigente pues duró, con algunos intervalos, hasta 1920, es decir, sesenta años. Luego de expedida la constitución, el congreso se mantuvo como congreso ordinario hasta 1863 y fue elegido nuevamente en 1864. Finalmente, fue elegido diputado por la provincia de Anta en 1895, luego de la Guerra civil de 1894 durante los gobiernos de Manuel Candamo, Nicolás de Piérola y Eduardo López de Romaña en el inicio de la República Aristocrática.
Fue elegido senador por el departamento de Apurímac desde 1901 hasta 1904, desde 1906 a 1912 y desde 1916 a 1918 durante los mandatos de los presidentes Eduardo López de Romaña, Manuel Candamo, Serapio Calderón y José Pardo y Barreda durante la República Aristocrática.